# Syndrome de Ganser
 Mise en garde médicale
Le syndrome de Ganser est un trouble dissociatif (non-spécifié) précédemment classifié en tant que pathomimie. Ce syndrome est caractérisé par des réponses fausses, absurdes ou dépourvues de sens aux questions ou par des mouvements également dépourvus de sens, ainsi que d'autres symptômes tels qu'une désorientation, une fugue, une amnésie et des symptômes de conversion. Ganser est une très rare variation de trouble dissociatif. 
Le syndrome a été décrit par le psychiatre allemand Ganser en 1897. Il peut survenir chez des individus atteints d'un autre trouble mental tel que la schizophrénie, les troubles dépressifs, l'addiction aux substances, la parésie, l'abus d'alcool et autres pathomimies.

## Diagnostic différentiel
- Confusion mentale